# Operació Òpera
L'Operació Òpera (en hebreu:  מבצע אופרה‎), també coneguda com a Operació Babilònia o Operació Ofra, va ser un atac aeri preventiu realitzat per sorpresa per part d'Israel el dia 7 de juny de 1981, contra un reactor nuclear en construcció situat a 17 quilòmetres al sud-est de Bagdad, capital de l'Iraq.
El 1976, l'Iraq va comprar un reactor nuclear de la classe Osiris a França. Tots dos països van afirmar que el reactor nuclear, conegut com a Osirak pels mitjans francesos i com Tammuz (en àrab: اوسيراك) pels mitjans oficials iraquians, estava sent fabricat amb finalitats pacífiques, com la recerca de l'energia nuclear. No obstant això, el govern israelià veia al reactor com un perill, argumentant que estava dissenyat per a la fabricació d'armament nuclear.
El 7 de juny de 1981, una esquadrilla de la Força Aèria Israeliana, composta per avions caça bombarders F-16A Netz, sent escortats per caces F-15A Baz, van bombardejar i van danyar severament el reactor nuclear d'Osirak. Israel va defensar la seva actuació argumentant que va procedir en defensa pròpia, i que quedava menys d'un mes abans que la situació es tornés crítica. No obstant això, altres fonts citen un component polític en l'atac, ja que va tenir lloc tres setmanes abans de les eleccions legislatives de 1981 per a la formació del nou Kenésset. En l'atac hi van morir deu soldats iraquians i un enginyer civil francès.
L'atac va ser durament criticat per la comunitat internacional, i Israel va ser renyat pel Consell General i l'Assemblea General de les Nacions Unides, en dues resolucions separades. Les reaccions dels mitjans de comunicació no van ser gaire més positives: "L'atac sorpresa d'Israel ... fou un acte d'agressió inexcusable fet amb poca vista", segons el New York Times, mentre que Los Angeles Times va anomenar-lo "terrorisme patrocinat per l'estat". La destrucció del reactor nuclear d'Osirak s'ha convertit en obligada cita dels efectes d'un atac preventiu en l'estudi contemporani del dret internacional.